# Eluat

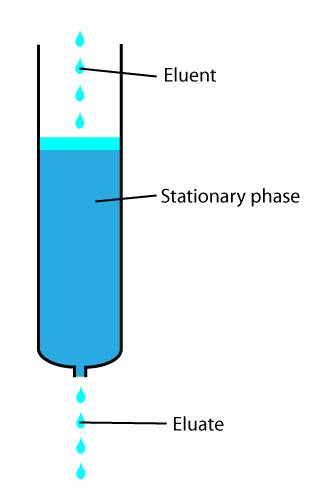
Proces elucji na kolumnie chromatograficznej podczas chromatografii cieczowej. Od góry: eluent (faza ciekła), faza stała z zaadsorbowaną substancją, eluat

Eluat – roztwór zawierający substancje wymyte. Podczas chromatografii kolumnowej stanowi go płyn wypływający z kolumny chromatograficznej. Proces wymywania nosi wówczas nazwę elucji, a faza wymywająca z fazy stałej to eluent. Odbierane frakcje eluatu zawierają  składniki rozdzielanych mieszanin, kolejno wymywane z kolumny. W chromatografii bibułowej eluatem jest roztwór uzyskany po wymyciu substancji z bibuły.
Eluatem nazywa się również pobierany z generatora izotopów roztwór zawierający pożądany izotop pochodny.